# Załuki (gromada)
Załuki – dawna gromada, czyli najmniejsza jednostka podziału terytorialnego Polskiej Rzeczypospolitej Ludowej w latach 1954–1972.
Gromady, z gromadzkimi radami narodowymi (GRN) jako organami władzy najniższego stopnia na wsi, funkcjonowały od reformy reorganizującej administrację wiejską przeprowadzonej jesienią 1954 do momentu ich zniesienia z dniem 1 stycznia 1973, tym samym wypierając organizację gminną w latach 1954–1972.
Gromadę Załuki z siedzibą GRN w Załukach utworzono – jako jedną z 8759 gromad – w powiecie białostockim w woj. białostockim, na mocy uchwały nr 11/V WRN w Białymstoku z dnia 4 października 1954. W skład jednostki weszły: obszar dotychczasowych gromad Załuki, Nowosiołki i Pieszczaniki ze zniesionej gminy Gródek, oraz obszar dotychczasowej gromady Radunin ze zniesionej gminy Szudziałowo w tymże powiecie. Dla gromady ustalono 10 członków gromadzkiej rady narodowej.
31 grudnia 1959 gromadę Załuki zniesiono, włączając ją do gromad Królowy Most (wsie Załuki, Nowosiółki i Pieszczaniki i Podzałuki) i Waliły-Stacja (wieś Radunin).